# The Argosy (Britisch-Guayana)
The Argosy war eine Zeitung in Guyana. Sie erschien von 2. Oktober 1880 bis 30. März 1907 in Georgetown, Demerara, im damaligen Britisch-Guayana. Sie wurde zum Weekly Argosy ab der Ausgabe vom 6. April 1907 und stellte mit dem 24. Oktober 1908 die Veröffentlichung ein. Sie wurde von James Thompson gegründet.
The Argosy wurde von der Regierung unter Vertrag genommen, die ‘The Official Gazette’ mit abzudrucken sowie landwirtschaftliche Berichte und Bergbau-Daten. 1909 veröffentlichte The Argosy ein Handbook of British Guiana. Zu dieser Zeit gab es drei unterschiedliche Formate: The Daily Argosy, The Argosy (wöchentlich) und The Sportsman’s Argosy (wöchentlich, montags).
The Argosy repräsentierte die Interessen der Planter in Britisch-Guayana.

## Bedeutung
Die Familiennachrichten der Zeitung zu Geburten, Eheschließungen und Beerdigunge machen sie zu einer wichtigen Primärquelle für Genealogen mit Interesse für Britisch-Guayana. Eine Zusammenstellung der Familiennachrichten auf Mikrofilm wird in der British Library aufbewahrt.
1979 waren die Artikel auch die Primärquelle für Walter Rodneys Guyanese Sugar Plantations in the Late Nineteenth Century: A Contemporary Description from the „Argosy“. (Release Publishers, Georgetown).